# Pedro Roma
Pedro Roma (Pombal, Leiría, Portugal, 13 de agosto de 1970) es un exfutbolista portugués. Fue portero del Académica de Coimbra de la Primera División de Portugal hasta su retirada en 2009.

## Trayectoria
Debutó en Primera División con el Naval, pero después ha pasado casi toda su carrera futbolística en el Académica, con momentos puntuales en otros equipos de Portugal (Benfica, Gil Vicente y Braga). 
En Coímbra es uno de los jugadores más queridos por los aficionados, ya que además de portero titular y capitán del equipo durante muchos años, es estudiante en la Universidad de Coímbra, manteniendo así la antigua tradición del equipo universitario compuesto solo por estudiantes universitarios.

## Selección nacional
Ha sido internacional con la Selección de fútbol de Portugal en sus categorías inferiores.

## Clubes
| Club              | País     | Año     |
| ----------------- | -------- | ------- |
| Naval             | Portugal | 1989-90 |
| Académica         | Portugal | 1990-92 |
| SL Benfica        | Portugal | 1992-93 |
| Gil Vicente       | Portugal | 1993-94 |
| Académica         | Portugal | 1994-01 |
| Sporting de Braga | Portugal | 2001-02 |
| Académica         | Portugal | 2002-09 |

- Datos: Q3374119